# Батальйон спеціальних поліцейських операцій (Ріо-де-Жанейро)
BOPE (абр. від порт. Batalhão de Operações Policiais Especiais, укр. Батальйон спеціальних поліцейських операцій) — спецпідрозділ військової поліції штату Ріо-де-Жанейро (абр. порт. PMERJ) у Бразилії основним завданням якого є спецоперації у міських фавелах із веденням вуличних боїв. Враховуючи характер злочинності у фавелах, підрозділи BOPE використовують значно сильніше озброєння та спецзасоби ніж звичайні правоохоронні органи країни, а також мають великий досвід ведення бойових дій у містах.
Окрім захисту правопорядку на вулицях міста до їх функцій також входять придушення тюремних бунтів, конвоювання особливо важливих заарештованих, знищення наркопритонів і наркодилерів, руйнування барикад створених наркоторговцями у фавелах, озброєне патрулювання небезпечних вулиць міста, надання допомоги та підтримки муніципальній поліції, спецоперації в болотистій та лісистій місцевості, звільнення заручників, ліквідація особливо небезпечних кримінальних елементів, надання допомоги цивільним особам та поліцейським, які потрапили у складне становище у криміногенних зонах міста та багато іншого.
BOPE є одним із найвідоміших спеціальних підрозділів серед військової поліції Бразилії. Військова поліція штатів Алагоас, Пернамбуку, Ріо-Гранді-ду-Сул і Санта-Катаріна також називає свої тактичні підрозділи BOPE, тоді як військова поліція Федерального округу та штату Піауї називає свої підрозділи «Батальйони спеціальних операцій», або скорочено BOE (абр. від порт. Batalhão de Operações Especiais).

## Історія

### Передумови створення
Ідея створити групу поліцейських, які пройшли спеціальну підготовку для дій у рятувальних операціях і ситуаціях з екстремальним рівнем ризику, виникла після трагічного інциденту із захопленням заручників в пенітенціарному закладі Еварісто де Мораєс у 1974 році. Тоді директор в’язниці Дарсі Біттенкурт був взятий у заручники бунтівниками, які намагалися втекти. Під час спроби поліції придушити бунт та врятувати заручників директор був убитий разом з деякими в'язнями.
Згідно з наказом військової поліції PMERJ № 014 від 19 січня 1978 року було створено ядро роти спеціальних операцій NuCOE (абр. від порт. Núcleo da Companhia de Operações Especiais). Згідно з проєктом підготовленим і представленим капітаном військової поліції Пауло Сезаром Амендолою де Соузою, який був невдалої операції в тюрмі Еварісто де Мораєс у 1974 році, для тодішнього генерального командувача PMERJ полковника Маріо Хосе Сотеро де Менезеса, NuCOE був сформований з поліцейських добровольців, які підтвердили свою моральну чесність і мали досвід служби в Збройних силах Бразилії (спеціальні операції, курс бойових дій у джунглях та курс протидії партизанам «CONGUE»), або в Морській піхоті Бразилії. Тренування відбувалося у таборі з 12 наметів на території CFAP-31 у Сулакапі, на заході Ріо, і оперативно підпорядковувався начальнику штабу PMERJ. Відбір та подальше навчання до нової роти спеціальних операцій пройшли близько 30 поліцейських.
У 1980 році символом NuCOE став пронизаний кинджалом череп, прикрашений двома схрещеними гарручами. Даний символ зберігся у геральдиці BOPE  до наших днів.
Згідно з наказом військової поліції PMERJ № 33 від 7 квітня 1982 року, NuCOE почав діяти на базі ударного поліцейського батальйону, увійшовши до складу цього підрозділу та отримавши позначення роти поліцейських операцій COE (абр. від порт. Companhia de Operações Especiais).
Наказом військової поліції PMERJ № 11 094 від 23 березня 1988 року підрозділ було реорганізовано в Окрему роту спеціальних операцій CIOE (абр. від порт. Companhia Independente de Operações Especiais), яка тепер могла самостійно проводити поліцейські операції по всьому штату Ріо-де-Жанейро, які ініціюватимуться генеральним командувачем. Того ж року відбулося їх бойове хрещення під час операцій у фавелі Росінья, що розташована на крутих схилах у південній частині міста Ріо-де-Жанейро між районами Сан-Конраду та Гавеа.

### Створення та розвиток BOPE
Наказом військової поліції PMERJ № 16374 від 1 березня 1991 року було створено Батальйон спеціальних поліцейських операцій (BOPE), а його попередника CIOE ліквідовано.
12 червня 2000 року батальйону довелося взяти участь у звільненні заручників з автобуса 174-го маршруту до Ріо-де-Жанейро. Автобус разом із пасажирами захопив 21-річний Сандро Барбоза до Насіменту озброєний револьвером. Поліцейські чотири години намагалися домовитися зі злочинцем спілкуючись з ним жестами оскільки радіо у них не було. Після невдалих переговорів він залишав автобус, прикриваючись заручницею, 20-річною вчителькою Геісою Гонсалвес. До викрадача нього підкрався боєць BOPE, який переховувався за кабіною автобусу, щоб вистрілити в Сандро. Без відповідного наказу поліцейський вистрілив, але схибив — куля потрапила в підборіддя заручниці. Її ж прострелив і злочинець, якого за підсумком все ж таки затримали. Хоча поліція і врятувала  Сандро від самовільної розправи над ним розлюченого натовпу, то не вберегла його у власному автомобілі. Злочинець був задушений поліцейськими по дорозі до відділку поліції: нібито він агресивно чинив опір, і це сталося випадково. В результаті поліцейських виправдали. Ця трагічна невдача для BOPE продемонструвала, що підрозділ все ще не має адекватної підготовки для вирішення таких кризових ситуацій.
В грудні 2000 року у зв'язку з великою кількістю злочинів пов'язаних із викладенням людей та утриманням заручників було створено Групу тактичного втручання GIT (абр. від порт. Grupamento de Intervenção Tática), яка стала ядром для порятунку заручників у лавах BOPE.
У наступні 12 років GIT врятувала понад 200 заручників. Жоден із цивільних не загинув, а 80% інцидентів було залагоджено за допомогою переговорів. Багато в чому тому, що в штаті батальйону є психолог, який консультує переговорників та оперативно складає психологічний профіль злочинця.
У 2001 році BOPE взяла на озброєння броньовані машини під назвою для захисту поліцейських під час рейдів у фавелах. Важкі бронемашини чорного кольору отримали характерну назву "Caveirão", що в перекладі означає "Великий череп". Після цього батальйон піддався різкій критиці з боку правозахисних організацій за розміщення на своїх бронемашинах символів у вигляді черепа пробитого кинджалом.
Батальйон часто критикували за суворі заходи щодо злочинців, але практика показала ефективність цих заходів.
У листопаді 2010 року весь світ облетіли репортажі про те, як бійці батальйону за підтримки вертольотів та бронетранспортерів бразильської морської піхоти зачистили від бандитів та наркобаронів райони фавел Віла-Крузейру, куди раніше боялися заходити звичайні поліцейські.
Вцілілі злочинці були змушені тікати з Віла-Крузейру, щоб сховатися в іншій цитаделі бандитів - фавелі Комплексу ду Алемау. За підтримки армії і поліції через дві години бою був узятий і цей оплот наркоторгівлі та бандитизму, причому обсяги захопленої зброї, боєприпасів і наркотиків вразили навіть самих досвідчених поліцейських Ріо.
Бійці BOPE також забезпечували громадську безпеку на Чемпіонату світу з футболу 2014 року та Літніх Олімпійських іграх 2016 року, які проходили в Ріо-де-Жанейро.

## Структура
У структурі ВОРЕ можна виділити командування, оперативну групу, бойові відділи та навчальний підрозділ. У складі бойових відділів знаходяться снайперські пари, штурмові групи та групи забезпечення.
Що стосується безпосередньо завдань батальйону, то вони поділяються на три основні види: поліцейські, спеціальні та навчальні. 

### Підрозділ тактичного втручання в структурі BOPE
Для реагування на кризові ситуації BOPE має групу тактичного втручання ITU (абр. від порт. Unidade de Intervenção Tática), утворену трьома різними групами: групою переговорів і аналізу GNA (порт. Grupo de Negociação e Análise), групою високоточних снайперів GAP (порт. Grupo de Atiradores de Precisão) та групою звільнення та порятунку GRR (порт. Grupo de Retomada e Resgate). Бійців цієї групи залучають у найскладніших операціях, які перевіряють на міцність всю їхню підготовку та ресурси.
У BOPE навчання пов’язане не лише з безперервним навчаннями штурмових груп, але й із пошуком несилових методів вирішення небезпечних ситуацій. Офіцери поліції постійно проводять тематичні дослідження ситуацій, що відбуваються як в Бразилії так і за її межами. Крім того, проводяться імітаційні вправи для спільної роботи штурмових груп з групами ITU.

### Група ведення переговорів та аналізу (GNA)
Переговори є першою тактичною альтернативою, яка використовується в кризовій ситуації, оскільки вона забезпечує мирне вирішення. Завдання полягає в тому, щоб завоювати довіру зловмисника та переконати його звільнити заручників (якщо такі є) і здатися. Більшість інцидентів такого характеру вирішуються шляхом переговорів без застосування сили.
Офіцери поліції, які виконують цю роль, розвивають конкретні техніки переговорів на відповідних курсах, які проводяться в підрозділі.
У BOPE є психолог, який відіграє важливу роль у консультуванні учасника переговорів та антикризового менеджера, надає підтримку та допомагає визначити психологічного профілю об'єкту операції.
Навчання цієї групи проводиться на основі подібних кейсів та моделювання інцидентів.

### Група високоточних снайперів (GAP)
До складу цієї групи входять спеціалісти у сфері високоточної стрільби. Снайпери є основним інструментом для спостереження та збору інформації з під час проведення операцій. Практика стрілецьких тренувань є постійною і націленою на постійне вдосконалення навиків.

### Група звільнення та порятунку (GRR)
Ця група вводиться в бій коли інших тактичних альтернатив недостатньо для вирішення кризової ситуації. В основному це порятунок заручників, яких утримують в місцях, таких як: будівлі, автобуси, метро, човни, поїзди тощо. Для того, щоб мати висококваліфікованих офіцерів військової поліції, навчання оперативників, які входять до цієї групи є постійним, оскільки це їх робота пов'язана з надзвичайно високим рівнем ризику. GRR має важливу підтримку кінологів з батальйону кінологів BAC (порт. Batalhão de Ações com Cães), який використовує спеціально навчених собак в операціях де є висока ймовірність жертв серед поліцейських.

### Інженерний підрозділ з демонтажу та транспортування
Підрозділ UEDT (абр. від порт. Unidade de Engenharia, Demolição e Transporte) виник у зв’язку з необхідністю розгородження забарикадованих вулиць для проїзду транспортних засобів під час поліцейських операцій. Він складається з поліцейських, які мають відаовідні навики роботи з важкою спецтехнікою та поводженням вибуховими речовинами. Вони відповідають за роботу спецтехніки для звільнення доступу до будівель та за руйнування укріплень, що заважають руху поліції. У разі необхідності вони також використовують вибухівку під час виконання своїх завдань. Підготовка команди базується на постійних дослідженнях у сфері підриву та бойової спецтехніки. Тільки в 2008 році UEDT зруйнував близько 75 захисних стін, барикад і бункерів наркоторговців.

## Оснащення
Вага спорядження бійця BOPE коливається від 25 до 30 кг. Вони носять взуття з устілкою в п’яті, дуже схожою на кросівки для бігу, і вентиляцією. По всьому жилету є численні кишені, а також рюкзак, який розрахований на 48 годин без зупинки. Мають із собою ніж, багатофункціональний кишеньковий ніж, радіозв’язок із GPS, зарядні пристрої для пістолетів та рушниць, круп’яні батончики та камери для зйомки тактичних дій. У рюкзаку ваш багаж може включати прилад нічного бачення (надається ВМС), резервуар для води або ізотонічну воду, балаклаву, два набори для чищення зброї, димові шашки, світлові та звукові гранати, аптечку, зуби для портфеля, бінокль та нижня білизна.
Бойовий ніж є обов'язковим атрибутом екіпірування бійців батальйону, як і вміння володіти ним у бойовій обстановці. Зазвичай це бразильський ніж Wotan 3K. З ножем також пов'язаний відомий на весь світ відомий жест солдатів батальйону, якщо їх знімають на відео - помах долонею по горлу, що є нагадуванням наркодилерам, що від розплати їм не втекти, це лише питання часу.
Бійці BOPE озброєні пістолетами, автоматами, карабінами, кулеметами, рушницями, гранатометами, а також електрошокерами та іншими нелетальними спецзасобами (перцевими балончиками, кайданками, гумовими кийками тощо).
Для транспортування своїх бійців BOPE має на оснащенні спеціальні пікапи.
У фавелах батальйон використовує спеціальну бронетехніку, як Миротворець (порт. Pacificador) та Великий череп (порт. Caveirão). В основному це операції з великим ризиком де є сутички з наркоторговцями. Власного озброєння бронетехніка не має, а її вогнева міць складається з особистого озброєння гарнізону. Броня цієї бронемашини здатна витримати підрив під днищем та постріли з гвинтівок калібру від 7,62 мм до 12,7x99 мм.
Для переслідування злочинців по вузьких вулицях і провулках BOPE також мають мотоцикли і квадроцикли.

## Уніформа
З моменту створення в 1991 року і до 2016 року основним кольором уніформи, як і спецтранспорту BOPE, був чорний колір.
22 червня 2016 року BOPE представила свою нову зелену форму з цифровим камуфляжем MARPAT Woodland (унікальним для морської піхоти Північної Америки), яка стала її основною уніформою. Нова уніформа виготовлена із сучасної міцної тканини, яка є легшою та холоднішою за стару, а також забезпечує кращу циркуляцію повітря та є більш стійкою до полум’я.

## Відбір і підготовка бійців батальйону
Кандидати, що бажають доєднатися до елітного спецпідрозділу повинні мати громадянство Бразилії, мінімум два роки служби у військовій поліції та мати позитивні характеристики з місця проходження служби. Крім того всіх кандидатів перевіряють на відсутність судимостей чи зв'язків із організованою злочинністю, а також на наявність допуску до секретної інформації. Бійці повинні пройти медичний огляд, спецперевірку та відповідати всім критеріям професійної придатності. У ході другого етапу у кандидатів перевіряють наявність тактичної, вогневої, медичної, спеціальної та інженерної підготовки. Не забувають також і про психологічне тестування та фізичну підготовку, причому нормативи дуже жорсткі.
Після успішного проходження всіх перевірок кандидата зараховують на підготовчі курси, які включають кілька етапів. На першому курсі тактичних дій бійці протягом 5 тижнів (45 днів) вивчають методи проведення операцій під час патрулювання та порядок дій у ході проведення операцій підвищеного ризику. На другому курсі спеціальних операцій (порт. Curso de Operações Especiais), що триває 15 тижнів, курсантів навчають усім хитрощам проведення операцій у різних специфічних умовах та порятунку заручників. І лише після цього бійці закріплюють свої навички та вміння на спеціальних полігонах, а також у ході проведення реальних спецоперацій. У ході підготовки особлива увага приділяється фізичній та спеціальній підготовці. Усі бійці підрозділу займаються джиу-джитсу, тайським боксом, крав-мага (ізраїльська система самооборони), Lucha libre combate (бразильський аналог самбо).

## Символіка
Гаслом підрозділу є порт. Faca na Caveira, що в перекладі з португальської означає «Ніж в черепі». Він же являється і незмінним символом батальйону впродовж десятків років.
Ніж встромлений у череп на схрещених гарручах (короткоствольна зброя схожа на пістолет або револьвер) зображається на гербі, прапорі, нарукавних знаках підрозділу та кокарді. Ніж у черепі символізує «перемогу над смертю», а гаруччі є символом Військової поліції.
|  | Череп символізує розум і знання, а також смерть. Встромлений у нього ніж є символом перемоги людини над смертю. Походження цього вірування невідоме, але кажуть, що під час Другої світової війни група командос із союзних військ вирушила до нацистського концтабору, щоб звільнити в’язнів. Коли вони увійшли в кімнату одного з німецьких офіцерів, вони виявили, що там були моторошні «трофеї», такі як людські черепи та кістки. Рознівавшись один із солдат дістав кинджал зі свого мундира і встромив його в один із черепів книрнувши всім, що саме в цю мить життя перемогло смерть. Таким чином, ніж в черепі означає перемогу над смертю. |

## В масовій культурі
12 жовтня 2007 року в бразильських кінотеатрах відбулася прем’єра фільму «Elite da Tropa» режисера Хосе Падільї, заснованого на книзі «Elite da Tropa», авторами якої є Андре Батіста та Родріго Піментел, які були колишніми членами BOPE, у партнерстві з антропологом Луїсом Едуардо Соаресом, натхненним діями BOPE.
8 жовтня 2010 року вийшло довгоочікуване продовження під назвою «Elite da Tropa 2».
2 серпня 2016 року у грі Tom Clancy's Rainbow Six Siege  було запущено новий сезонний контент, операцію «Skull Rain», яка додає карту «Favela» («найбільш руйнівну та відкриту з усіх, що наразі випущено для «Rainbow Six Siege») і два оператори: Кавейра і Капітао. Капіто має арбалет, який одночасно стріляє запалювальними дротиками та димовими шашками. Кавейра, з іншого боку, володіє «Тихим кроком», який дозволяє їй здивувати ворогів, знерухомити їх і допитати їх, щоб виявити місцезнаходження їх союзників.